# Otto Mejer
Otto Georg Alexander Mejer (27. maj 1818 i Zellerfeld—24. december 1893 i Hannover) var en tysk luthersk kirkeretslærer.
Mejer habiliterede sig 1842 i Göttingen, hvor han 1847 blev professor. I 1850 blev han professor i Greifswald og året efter i Rostock. I 1874 blev han professor og gehejmejustitsråd i Göttingen og 1885 præsident for landskonsistoriet i Hannover. Han har særlig beskæftiget sig med de af forholdet mellem protestantisme og katolicisme opstående retslige spørgsmål. Sammen med Kliefoth udgav han 1854—59 det kirkeligt-ortodokse Kirchliche Zeitschrift. Af hans skrifter kan nævnes: Lehrbuch des deutschen Kirchenrechts (1869) og Zum Kirchenrecht des Reformationsjahrhunderts (1891).